# 賀川真理
賀川 真理（かがわ まり）は、阪南大学教授。1987年慶應義塾大学法学部卒業、慶應義塾大学大学院法学研究科博士課程単位取得満期退学。博士（法学）。アメリカ学会、日本国際政治学会所属。

## 略歴
- 1991年、神田外語大学英米語学科 非常勤講師就任(英語 : Intensive Reading, Media English)
- 1993年、大妻女子大学短期大学部実務英語科 非常勤講師就任(国際関係論)
- 1993年、慶應義塾大学通信教育部 非常勤講師就任(日米比較文化論、平成5年/7年担当)(日本外交史レポート添削、英語)
- 1995年、慶應義塾大学文学部 非常勤講師就任(英語)
- 1995年、関東学院大学経済学部 非常勤講師就任(英語)
- 1996年、放送大学 非常勤講師就任(現代の国際政治)
- 1999年、神田外語大学英米語学科 非常勤講師就任(米国研究入門、米国史)
- 2000年、放送大学 非常勤講師就任(現代アメリカの政治)
- 博士論文は「日米移民問題をめぐる連邦政治・地方政治と日本 -サンフランシスコにおける日本人学童隔離問題に関する考察」慶應義塾大学、平成7年（1995年）11月17日

## 著書
- 『サンフランシスコにおける日本人学童隔離問題』（賀川真理、論創社、1999.4）ISBN 978-4846000646
- 『アメリカ日本人移民の越境教育史』（吉田亮編、賀川真理[他]著、日本図書センター、2005.3）ISBN 978-4820589860
- 『カリフォルニア政治と「マイノリティ」－住民提案に見られる多民族社会の現状』（賀川真理著、不磨書房、2005.6）ISBN 978-4797291339
- 『カリフォルニア政治とラティーノ―公正な市民生活を求めるための闘い』(賀川真理、晃洋書房、2011）ISBN 978-4771022751